# 고가네초역
고가네초역(일본어: 黄金町駅、こがねちょうえき)
(영어: Koganechō Station)은 요코하마시 미나미구에 있는 게이힌 급행전철 본선의 철도역이다. 역 번호는 KK40이다.

## 역 구조
섬식 승강장 1면 2선의 고가역. 과거 급행 정차역이어서 승강장 유효 길이는 8량 편성으로 운용 중이다.

### 타는 곳
| 1 | 게이큐 본선 | 가미오오카・우라가・미사키구치 방면                                                 |
| 2 | 게이큐 본선 | 요코하마・게이큐 가와사키・시나가와・센가쿠지・신바시・아사쿠사・인바니혼이다이방면 |

## 역세권 정보
- 고가네초
- 오오카 천(川)
- 국도 제16호선
- 요코하마 시영 지하철 블루 라인 반도바시 역
- 이세자키초

## 역사
- 1930년 4월 1일: 쇼난 전기 철도 개업 시, 시발역으로 영업 개시.
- 1999년 7월 31일: 백지 운행 시간표 개정으로 보통 열차만 정차역이 됨.
- 2008년 3월 22일: 역 개수 공사 시작에 따라, 개찰구를 우라가 방향 쪽으로 이전하였고 당일부터 엘리베이터와 에스컬레이터 사용 개시.
- 2012년 4월 28일: 역 개수 공사의 진전에 따른 기존의 위치에 개찰구를 다시 이전함.

## 인접역
| 게이힌 급행 전철 본선       | 게이힌 급행 전철 본선 | 게이힌 급행 전철 본선       |
| --------------------------- | --------------------- | --------------------------- |
| KK39 히노데초 시나가와 방면 | ■ 보통                | 미나미오타 KK41 우라가 방면 |